# Schindelbach (Jagst)
Der Schindelbach ist ein weithin unbeständiger, etwa 2 km langer Bach im Gebiet der Kleinstadt Kirchberg an der Jagst im Landkreis Schwäbisch Hall im nordöstlichen Baden-Württemberg, der etwas westlich des Flusstalsporns mit dem Stadtkern von links und insgesamt Süden in die mittlere Jagst mündet.

## Geographie

### Verlauf
Die gewässerlose obere Talmulde des Schindelbachs erstreckt sich bergwärts und immer flacher weit nach Südwesten bis zum Nordostrand des Waldes Unteres Geißholz. Eine ältere topographische Karte zeigt im angrenzenden offenen Gewann Wurmsweg eine Quelle mit kurzem und unbeständigem Ablauf entlang eines inzwischen aufgelassenen Feldweges. Etwa am früher in einer Wiesenmulde liegenden Quellort steht heute ein Einzelbaum inmitten eines großen Feldes in flurbereinigter Landschaft, in der heute keinerlei Bachrest mehr existiert; Luftbilder zeigen jedoch anhand grüneren Bewuchses dort eine Ablaufrichtung nach Nordosten im Falle starker Niederschläge an. Die der L 1040 in Richtung Kirchberg parallel laufende Talmulde bleibt jedoch ohne offenen Lauf bis zum von Obstwiesen bedeckten Gewann Krämershecken. Dort läuft vom rechten Hang herab ein erstes Bachbett in die Mulde und folgt danach ihrer Tiefenlinie.
Die zugehörige Quelle liegt auf etwa 426 m ü. NHN an der Talseite eines landwirtschaftlichen Gebäudes einer Aussiedlerhofgruppe, die an der kurzen, von der K 2500 Herboldshausen–Kirchberg abgehenden Stichstraße Heide steht. Dem Lauf nach Nordwesten des dort unbeständig wasserführenden Bachs folgt anfangs eine Feldhecke, am unteren Hang läuft er in einem Graben ohne Gehölz am Ufer weiter, bis er die L 1040 unterquert und auf der anderen Seite im Gewann Eisbach kurz dem Abzweig der Kuhsteige nach dem Stadtteil Lendsiedel folgt und sich dann etwas über 300 Meter abwärts der Quelle auf etwa 399 m ü. NHN in die Talrichtung nach Nordosten wendet. Nach weniger als 200 Metern Grabenlaufs in einem schmalen Gründlandstreifen innerhalb eines Ackers endet der Bachlauf blind. 

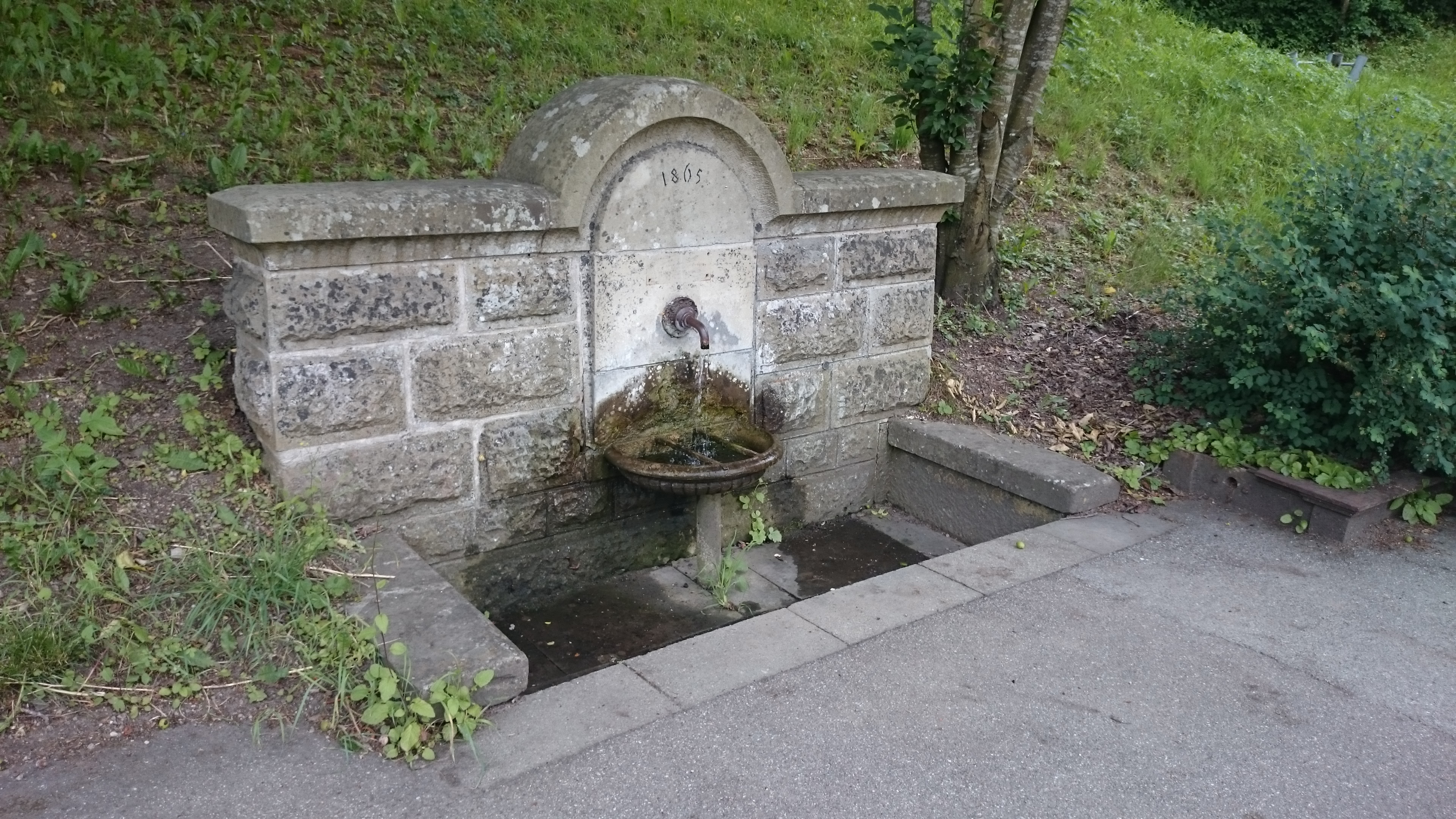
Brunnen am unteren Talhang bei der Talquerung der L 1041

Noch einmal so weit talabwärts quert die K 2500 dicht an ihrer Kreuzung mit der Landesstraße die Talmulde in Richtung Lendsiedel. Dort läuft wiederum vom rechten Hang herab ein Bachbett in die Talmitte. Es beginnt auf etwa 425 m ü. NHN zwischen Ulmenstraße und Erlenweg und zieht, abschnittsweise unter Bäumen, zwischen den Gebäuden des südlichen Kirchbergs nach Nordwesten. Nachdem der unbeständig wasserführende Bach dann die Landesstraße unterquert hat, erreicht er gleich im Gewann Schindelwasen die Talmitte auf etwa 397 m ü. NHN in einem Feldgehölz neben der Kreisstraße. Darin wendet der Bach sich auf Talrichtung nach Nordosten, passiert gleich einen aufgelassenen und überwachsenen kleinen Muschelkalksteinbruch rechts am Unterhang, durchquert kurz eine Ackerfläche und tritt dann in eine kleine Waldklinge ein, um dann anfangs schlängelig, dann wenig naturnah, gerade und ausgeweitet am Kirchberger Friedhof am linken Unterhang vorbeizuziehen. Das Bett ist auf diesem Abschnitt meist steinig. Dann verschwindet der dort selten wasserführende Bach in einem Schacht.
Der Talgrund, über dem am linken Hang die Kirchberger Häuser entlang der Friedhofstraße stehen, bleibt dann etwa 300 Meter lang ohne offenen Lauf, bis zur talquerenden Schlinge der L 1041 von Kirchberg nach Eichenau, nahe an der ein gefasster Brunnen steht. Auf der talabwärtigen Straßenseite beginnt wieder ein Bachbett, von einigen Häusern von Kirchberg gesäumt. Danach zieht der Bach in einem schmalen Talwäldchen, rechts über dem ein neuerer Siedlungsteil von Kirchberg steht, über diesem wiederum die Altstadt von Kirchberg auf einem Hochebenensporn. Am rechten Waldrand steigt ein Wanderweg das etwa 400 Meter lange Untertal hinab und quert dann den Bach, der wenige Meter danach auf etwa 330 m ü. NHN von links in die mittlere Jagst mündet.
Der Schindelbach mündet nach (mit Einschluss der bettlosen Abschnitte) 2,1 km langem Lauf mit mittlerem Sohlgefälle von etwa 46 ‰ rund 96 Höhenmeter unterhalb seiner mündungsferneren Quelle.

### Einzugsgebiet
Der Schindelbach hat ein etwa 1,8 km² großes Einzugsgebiet, das sich über 2,5 km lang vom neben dem Autobahnzubringer Kirchbergs stehenden Unteren Geißholz etwa nordnordostwärts bis zur Mündung erstreckt. Seine südlichen Anteile gehören naturräumlich gesehen zum Unterraum Haller Ebene der Hohenloher und Haller Ebene, der mittlere zum Unterraum Östliche Kocher-Jagst-Riedel und der mündungsnahe nördliche zum Unterraum Mittleres Jagsttal der Kocher-Jagst-Ebenen. Sein höchster Punkt auf einem flachen Hügel im Ackergewann Brandholz an der südlichen Wasserscheide erreicht etwa 438 m ü. NHN. Zum Einzugsgebiet gehören kleine Waldanteile im Süden und noch kleinere Waldstreifen in der Talmulde am Hang des mittleren Laufs und auf dem Talgrund des unteren, der größere offene Anteil wird zumeist beackert. Vor allem rechtsseits der Talmulde liegt viel Siedlungsfläche des zentralen Kirchberg, das sich nach dem Zweiten Weltkrieg stark südwärts ausgebreitet hat; der einzige andere Siedlungsplatz darin ist eine Aussiedlerhofgruppe vor dem südlichen Ortsrand, während die nächsten Häuser des zugehörigen Dorfes Lendsiedel weniger als hundert Meter jenseits der linken Wasserscheide stehen. 
Reihum grenzen die Einzugsgebiet der folgenden Nachbargewässer an:
- Im Süden sammelt der Herboldshauser Bach den Abfluss zur anderen Seite, der weiter aufwärts an der Lobenhauser Mühle ebenfalls in die Jagst mündet;
- im Osten liegt der Lauf der Jagst so nahe, dass ihr außer dem sehr kurzen und unbeständigen Bach durch die Teufelsklinge und einem weiteren Rinnsal am Südrand von Kirchberg keine Zuflüsse von links zulaufen;
- im Westen konkurriert der größere Heppach, der nunmehr flussabwärts im Kirchberger Weiler Eichenau in die Jagst mündet.

## Geologie
Im größten Teil des Einzugsgebietes steht flächenhaft der Lettenkeuper (Erfurt-Formation) des Unterkeupers an. Wenig vor dem alten Steinbruch nach der K 2500, der als Geotop ausgewiesen ist, erreicht der Talgrund den darunterliegenden Oberen Muschelkalk, der sich bis zur Mündung hinabzieht und verkarstet ist. Mündungsnah gibt es im Bachtal und an der Flanke des Jagsttales kleine Quellaustritte mit Sinterpolstern.
Die genannten mesozoischen Schichten sind im Bereich der südlichen Wasserscheide mit quartärem Lösssediment überlagert. Ab der heute gewässerlosen oberen Talmulde füllt Schwemmland den Talgrund, das sich bis zum letzten Talknick fortsetzt, also ein Stück weit in den Bereich mit Muschelkalk an den Talflanken hinein. Linksseits des Unterlaufes liegen schon etwas zuvor Terrassensedimente aus dem Pleistozän um Lendsiedel.
Im Bereich der Talmulde werden drei kurze Störungslinien vermutet, Nebenstörungen zur langen, etwa dem Jagsttal folgenden Kirchberger Störung.

## Natur und Schutzgebiete
Der alte, stark verfüllte und überwachsene Kalkbruch rechts des Laufes zwischen den südlichen Siedlungsteilen von Kirchberg und von Lendsiedel ist als Naturdenkmal ausgewiesen. Das Untertal ist außerhalb des Kirchberger Weichbildes Teil des Landschaftsschutzgebietes Mittleres Jagsttal mit Nebentälern und angrenzenden Gebieten.

### LUBW
Amtliche Online-Gewässerkarte mit passendem Ausschnitt und den hier benutzten Layern: Lauf und Einzugsgebiet des Schindelbachs

Allgemeiner Einstieg ohne Voreinstellungen und Layer: Daten- und Kartendienst der Landesanstalt für Umwelt Baden-Württemberg (LUBW) (Hinweise)
1. 1 2 3 4 5 6  Höhe nach dem Höhenlinienbild auf dem Hintergrundlayer Topographische Karte.
2. ↑  Länge nach dem Layer Gewässernetz (AWGN), ergänzt um das lange, auf der Gewässerkarte nicht berücksichtigte, abschnittsweise bettlose Anfangsstück, das auf dem Hintergrundlayer Topographische Karte abgemessen wurde.
3. ↑  Einzugsgebiet abgemessen auf dem Hintergrundlayer Topographische Karte.
4. ↑  Schutzgebiete nach den einschlägigen Layern, Natur teilweise nach dem Layer Geschützte Biotope.

### Andere Belege
1. ↑  Wolf-Dieter Sick: Geographische Landesaufnahme: Die naturräumlichen Einheiten auf Blatt 162 Rothenburg o. d. Tauber. Bundesanstalt für Landeskunde, Bad Godesberg 1962. → Online-Karte (PDF; 4,7 MB)
2. ↑  Geologie nach den Layern zu Geologische Karte 1:50.000 auf: Mapserver des Landesamtes für Geologie, Rohstoffe und Bergbau (LGRB) (Hinweise)